# Marsella
|  | Aquest article tracta sobre la ciutat francesa. Si cerqueu l'as de l'aviació alemany de la II Guerra Mundial, vegeu «Hans-Joachim Marseille». |

Marsella (Marselha [maʀˈsejɔ, maʀˈsijɔ] en occità, Marseille en francès) és una ciutat francesa i occitana que es troba al departament de les Boques del Roine i a la regió Provença-Alps-Costa Blava. Els habitants de Marsella s'anomenen marsellesos.
Marsella és la segona comuna més habitada de França amb una població de més de 820.900 habitants, principal centre econòmic i major metròpoli del Migdia francès, agrupant prop d'1.605.000 persones en l'àrea urbana de Marseille-Aix-en-Provence. És el port comercial més important de França i del Mediterrani, tercer en importància d'Europa després de Rotterdam i Anvers, centre d'important activitat industrial especialitzat en la petroquímica i el refinament de petroli, construcció naval i indústries diverses; també és un nus de comunicacions de les rutes d'enllaç entre París, Itàlia, Suïssa i Espanya. Marsella és seu d'un arquebisbat i centre universitari de primer ordre fundat el 1409.
El mot Marsella ve de Massalia, nom de la colònia comercial fundada per mariners foceus cap al 600 aC, de la qual es conserven les restes més antigues de la viticultura a França introduïda en el segle iv aC. Seu d'un vescomtat en el segle ix dependent després del comtat de Provença, va ser incorporada a la corona de França el 1481 i va aprofitar per al seu creixement l'aliança estratègica d'aquesta amb l'Imperi Otomà durant el Renaixement i l'Antic Règim. Amb la Revolució, que va batejar amb el nom de Marsellesa la marxa militar que més tard es va convertir un dels símbols nacionals de França, la ciutat va ser escenari de l'anomenat Terror Blanc i durant el segle xix, escenari d'un ràpid progrés amb l'expansió colonial francesa cap a Algèria i l'obertura del Canal de Suez. Va ser parcialment destruïda durant la Segona Guerra Mundial i un dels objectius de l'Operació Dragoon. Lloc de passada tradicional dels fluxos migratoris que van anar incrementant el caràcter multicultural de la ciutat, la crisi econòmica dels anys 1970 va provocar, no obstant això, un descens notable de la població, la pèrdua de poder adquisitiu i l'accentuació dels conflictes socials en l'últim quart del segle xx per a anar recuperant-se gradualment i esdevenir una de les urbs més importants de la regió Euromediterrània. El 1978 va esdevenir els quartels generals de la tercera naviera mes gran del mon, la CMA-CGM.

## Símbols
L'escut d'armes i la bandera de Marsella són símbols tradicionals representatius de la ciutat i tenen el seu origen en l'edat mitjana. El blasó o descripció heràldica es formula de la següent manera:
| « | En camp d'argent, una creu d'atzur | » |

La representació més antiga conservada del blasó marsellès es troba en un manuscrit il·luminat, datat a la fi del segle xiii o principis del xiv, on apareix reproduït amb relació a l'època de les croades. Aquest escut d'armes tradicional va ser difós en documents i encunyacions numismàtiques fins que a partir del segle xvi, la impremta va incrementar la seva distribució. També va servir com a mitjà de difusió l'arquitectura local oficial i la imatgeria municipal de la qual se'n conserven nombrosos exemples.
La posterior evolució de l'heràldica va enriquir, a imatge dels escuts d'armes dinàstics, la complexitat del símbol en incloure segons els gustos artístics de cada època, ornaments exteriors. L'edicte de Colbert del 10 de juliol del 1699 pel qual es regulaven les armeries del regne de França va confirmar l'ús del blasó tradicional, fins que després de la Revolució, l'Assemblea Constituent va abandonar per un decret de supressió del 21 de juny del 1790 la tradició heràldica considerada com a representativa dels costums classistes de l'Antic Règim.
Quan la rehabilitació de l'ús dels escuts d'armes municipals va ser aprovada per decret imperial el 1809, la corporació marsellesa de llavors va incloure juntament amb la creu, les figures d'unes abelles i un navili, però amb escassa difusió.
El 25 de novembre del 1815, en temps de Lluís XVIII, es va reprendre l'ús de l'escut tradicional al qual es van afegir com a sostenidors o figures ornamentals animals, un lleó amb caduceu, símbol de Mercuri, i d'un toro amb un trident als quals es va unir una corona mural a partir del 1833. Des del 1883 es van difondre nous afegits: una cornucòpia i les paraules en llatí Massilia civitas. Un altre lema: "Actibus immensis urbs fulget Massiliensis" és també emprat en algunes representacions, que vol dir: «La Ciutat de Marsella brilla per les seves grandioses accions».

## Geografia
Aglomeració urbana del sud de França, Marsella, del grec Massilia, és el primer port francès, i fa gala de capital del sud de França.

## Clima[2]
| Dades climàtiques a Marsella 1971/2000 (rècords des de 1868) | Dades climàtiques a Marsella 1971/2000 (rècords des de 1868) | Dades climàtiques a Marsella 1971/2000 (rècords des de 1868) | Dades climàtiques a Marsella 1971/2000 (rècords des de 1868) | Dades climàtiques a Marsella 1971/2000 (rècords des de 1868) | Dades climàtiques a Marsella 1971/2000 (rècords des de 1868) | Dades climàtiques a Marsella 1971/2000 (rècords des de 1868) | Dades climàtiques a Marsella 1971/2000 (rècords des de 1868) | Dades climàtiques a Marsella 1971/2000 (rècords des de 1868) | Dades climàtiques a Marsella 1971/2000 (rècords des de 1868) | Dades climàtiques a Marsella 1971/2000 (rècords des de 1868) | Dades climàtiques a Marsella 1971/2000 (rècords des de 1868) | Dades climàtiques a Marsella 1971/2000 (rècords des de 1868) | Dades climàtiques a Marsella 1971/2000 (rècords des de 1868) |
| Mes                                                          | gen                                                          | febr                                                         | març                                                         | abr                                                          | maig                                                         | juny                                                         | jul                                                          | ag                                                           | set                                                          | oct                                                          | nov                                                          | des                                                          | anual                                                        |
| ------------------------------------------------------------ | ------------------------------------------------------------ | ------------------------------------------------------------ | ------------------------------------------------------------ | ------------------------------------------------------------ | ------------------------------------------------------------ | ------------------------------------------------------------ | ------------------------------------------------------------ | ------------------------------------------------------------ | ------------------------------------------------------------ | ------------------------------------------------------------ | ------------------------------------------------------------ | ------------------------------------------------------------ | ------------------------------------------------------------ |
| Màxima rècord °C (°F)                                        | 21.2 (70.2)                                                  | 22.7 (72.9)                                                  | 26.1 (79)                                                    | 29.3 (84.7)                                                  | 35 (95)                                                      | 39.6 (103.3)                                                 | 40.6 (105.1)                                                 | 38.8 (101.8)                                                 | 34.1 (93.4)                                                  | 30.9 (87.6)                                                  | 24.3 (75.7)                                                  | 23.1 (73.6)                                                  | 40.6 (105.1)                                                 |
| Màxima mitjana °C (°F)                                       | 11.8 (53.2)                                                  | 12.9 (55.2)                                                  | 15.5 (59.9)                                                  | 17.9 (64.2)                                                  | 22.2 (72)                                                    | 25.7 (78.3)                                                  | 29.1 (84.4)                                                  | 28.7 (83.7)                                                  | 25 (77)                                                      | 20.4 (68.7)                                                  | 15 (59)                                                      | 12.6 (54.7)                                                  | 19.8 (67.6)                                                  |
| Mitjana diària °C (°F)                                       | 8.4 (47.1)                                                   | 9.1 (48.4)                                                   | 11.2 (52.2)                                                  | 13.4 (56.1)                                                  | 17.5 (63.5)                                                  | 20.9 (69.6)                                                  | 24 (75)                                                      | 23.7 (74.7)                                                  | 20.4 (68.7)                                                  | 16.4 (61.5)                                                  | 11.5 (52.7)                                                  | 9.3 (48.7)                                                   | 15.5 (59.9)                                                  |
| Mínima mitjana °C (°F)                                       | 4.9 (40.8)                                                   | 5.3 (41.5)                                                   | 6.9 (44.4)                                                   | 8.9 (48)                                                     | 12.7 (54.9)                                                  | 16 (61)                                                      | 18.9 (66)                                                    | 18.7 (65.7)                                                  | 15.8 (60.4)                                                  | 12.3 (54.1)                                                  | 7.9 (46.2)                                                   | 6 (43)                                                       | 11.2 (52.2)                                                  |
| Mínima rècord °C (°F)                                        | −17.5 (0.5)                                                  | −14.3 (6.3)                                                  | −7 (19)                                                      | −3 (27)                                                      | 1.1 (34)                                                     | 4.7 (40.5)                                                   | 8.5 (47.3)                                                   | 8.1 (46.6)                                                   | 2.7 (36.9)                                                   | −3 (27)                                                      | −6.9 (19.6)                                                  | −17 (1)                                                      | −17.5 (0.5)                                                  |
| Precipitació mitjana mm (polzades)                           | 63.3 (2.492)                                                 | 45.7 (1.799)                                                 | 45.5 (1.791)                                                 | 55.2 (2.173)                                                 | 41 (1.61)                                                    | 26.9 (1.059)                                                 | 8.8 (0.346)                                                  | 32.9 (1.295)                                                 | 63.4 (2.496)                                                 | 91.8 (3.614)                                                 | 53.4 (2.102)                                                 | 52.3 (2.059)                                                 | 580.1 (22.839)                                               |
| Mitjana mensual d'hores de sol                               | 149.8                                                        | 164                                                          | 220.8                                                        | 236.6                                                        | 287.2                                                        | 319.5                                                        | 361.8                                                        | 324.7                                                        | 252.8                                                        | 192.7                                                        | 153.5                                                        | 138                                                          | 2.801,3                                                      |
|                                                              |                                                              |                                                              |                                                              |                                                              |                                                              |                                                              |                                                              |                                                              |                                                              |                                                              |                                                              |                                                              |                                                              |

## Història
Hom la coneix com la Ciutat Focèa en occità (i la Cité Phocéenne en francès), ja que va ser fundada el 600 aC per uns mariners grecs de Focea. Va ser anomenada al començament Phokaia, de la mateixa manera que l'antiga capital dels foceus. Aquest nom, però, esdevingué després Massília a l'època romana.
Els foceus s'hi van implantar ràpidament i van construir una ciutat, anomenada Massàlia, decididament bolcada cap a la mar i el comerç. Així, al llarg de l'extensa història de Marsella ha estat el comerç (i els comerciants) els qui han decidit el destí de la ciutat: guerres, paus i aliances. La llegenda de la trobada i de l'aliança entre el mariner Protis (foceu) i la bella Gyptis (marsellesa del temps romà) n'estableix fermament la tradició com a ciutat comercial.
De tornada a Catalunya de la Campanya naval d'Alfons el Magnànim, la flota va destruir el port de Marsella, el més important dels dominis angevins, culminant el seu declivi com a potència marítima. La nau de Romeu de Corbera, al capdavant de les altres galeres de l'estol, va trencar les cadenes que tancaven el port, que es troben a la Catedral de València
L'altra característica de la ciutat és el moviment continu envers l'autonomia enfront de les altres ciutats i poders (sobretot de França, del rei de França i de París), ja que canviava d'opinió (i de sobirà) segons li interessava. Durant molt de temps, es va autoadministrar. Només és a partir de la Revolució Francesa, i de la uniformització del territori francès (llengua, moneda, dret) que Marsella perd aquesta especificitat que sempre ha intentat de conservar.

### Prehistòria i Antiguitat Clàssica

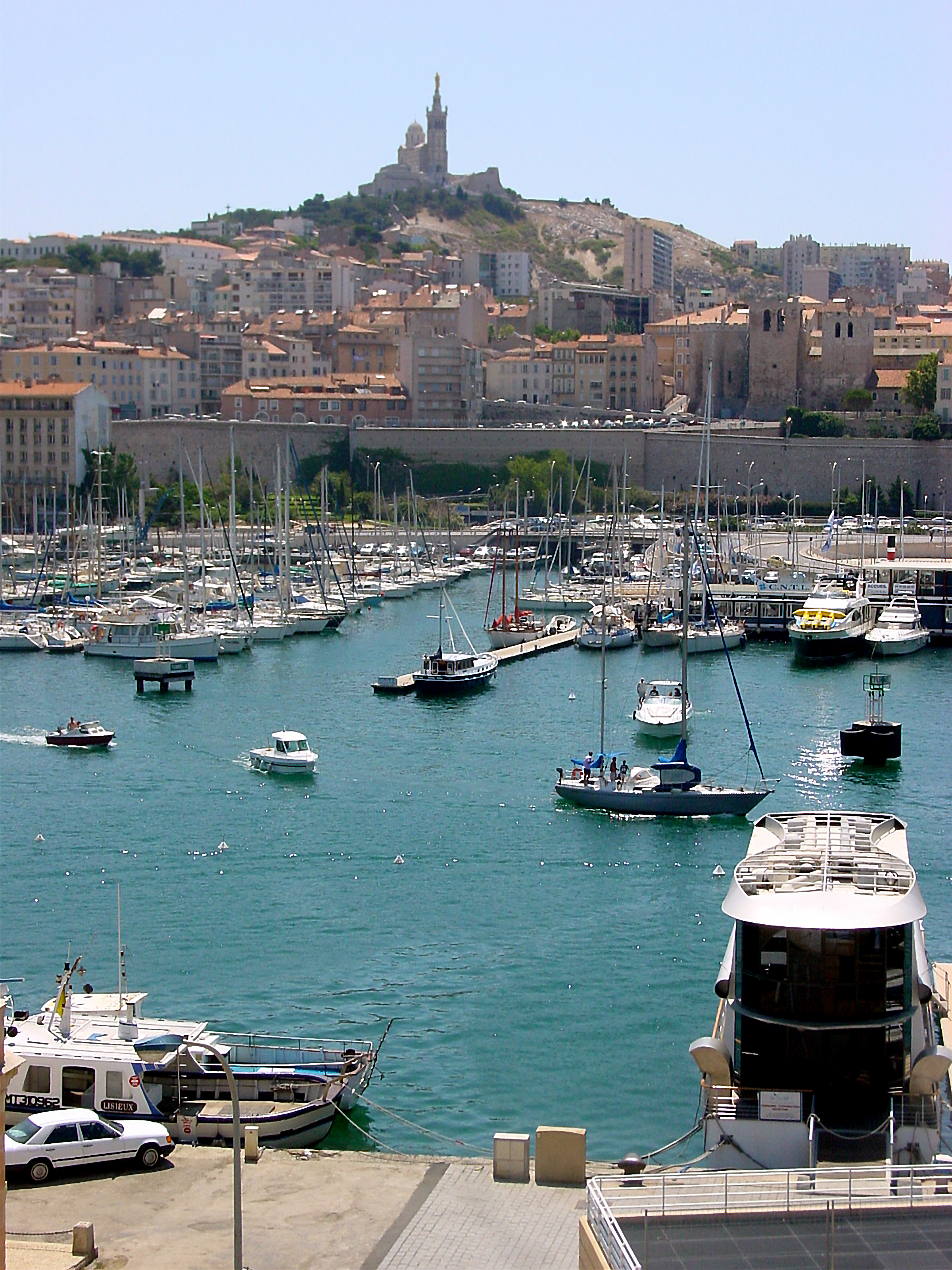
Port vell de Marsella (Vieux-Port de Marsella).

Diversos jaciments i estudis arqueològics de diferents assentaments testifiquen la presència humana de manera contínua a Marsella des de la prehistòria. Les pintures rupestres paleolítiques en la cova submarina de Cosquer, prop de la “calanque de Morgiou”, datades entre el 27.000 i el 19.000 aC, testimonien la presència humana a l'àrea de Marsella des de fa més de 30.000 anys. En el jaciment arqueològic del pujol de Saint-Charles, ja al centre urbà, s'han trobat restes d'habitatges i construccions en maó del Neolític, cap al VI mil·lenni a. C., període coincident amb l'escenari de colonització per part de pobles navegants-agricultors originaris del Mediterrani oriental que van introduir l'agricultura, la ramaderia, la terrisseria i el treball del poliment de pedra des de llavors a l'àrea de Marsella i del sud de França.
La data de la seva fundació, el 600 aC com a polis, és confirmada per diferents autors antics, amb variacions, i per troballes arqueològiques. Es desconeix la raó però Justí i Aristòtil esmenten un mite fundacional sobre un casament entre el grec Protis (Euxenus) i la princesa local Giptis (Petta).
Segons expliquen les cròniques de Tucídides,uns grecs de Focea, a la península d'Anatòlia, van emprendre la fundació de l'establiment comercial o emporion de Μασσαλία (Masalia) cap al 600 aC, si bé les circumstàncies i la data precisa de la fundació d'aquesta colònia segueixen sent imprecises. Des d'allí els grecs van remuntar el Roine cap al naixement del Danubi, on van trobar les tribus celtes i van comerciar amb elles.
Els masaliotes van fundar altres assentaments en la costa de la península Ibèrica, com Empúries i Rode; Estrabó afirma que també fundaren altres colònies més al sud, com Hemeroscopèon. El culte a Artemisa Efesia era destacat de manera que van difondre el seu culte en aquestes colònies posteriors i fins i tot la imatge d'Àrtemis que els romans tenien en el turó Aventí havia estat realitzada prenent com a model la dels masaliotes. També hi havia un santuari d'Apol·lo Delfini i un temple d'Atenea amb un xóanon de fusta de la deessa.
Masalia va ser, a més, el punt de partida del què la civilització hel·lenística i la seva escriptura es va propagar entre els pobles gals i del nord d'Europa, que van aprendre a transcriure la seva pròpia llengua en caràcters grecs. L'historiador Jean-Louis Brunaux diu que els druides van ser els principals beneficiaris d'aquesta escriptura, que van emprar també pel comerç i la notació científica.
El desenvolupament posterior de Massàlia, que aconseguiria un important nombre d'habitants i la categoria de polis (ciutat estat), la van convertir en un port de referència grec a Europa occidental, aliat més endavant de la República Romana en les seves disputes amb etruscs, celtes i Cartago. La colònia grega va prosperar gràcies a la seva posició com a pont de comerç entre Roma i els pobles de l'interior de la Gàl·lia, facilitant l'intercanvi de béns manufacturats, esclaus i, particularment, de vi l'elaboració del qual i cultiu a Marsella es remunta al segle iv aC, com han posat de manifest les excavacions en el pujol de Saint-Charles amb la troballa dels substrats de viticultura més antics descoberts a França. En el 49 aC, a conseqüència del seu suport al partit de Pompeu el Gran en el seu enfrontament amb Juli Cèsar, va ser annexionada a Roma per aquest últim després de vèncer i capturar a la seva flota, adoptant el nom llatí de Massilia.
L'administració romana va respectar en profit del desenvolupament de la ciutat, la fundació construïda pels grecs, cosa que testimonien els jaciments arqueològics, els quals mostren treballs d'ampliació. Els romans van aportar també noves infraestructures, com el clavegueram públic, del qual Massilia va ser la primera vila de les Galias a ser equipada. Pàtria del cèlebre marí Píteas, Massilia va estar governada per un consell de 15 senadors triats entre els 600 del Senat, si bé, el control efectiu era ostentat per tres d'ells.
D'acord amb la tradició catòlica, Maria Magdalena va difondre el cristianisme a Provença des de Massilia juntament amb Llàtzer de Betània, que seria, segons alguns autors, el primer bisbe de la diòcesi de Marsella. Del període d'expansió cristiana es conserva l'epitafi dels probables màrtirs Volusià i Fortunat, considerada la més antiga de les inscripcions cristianes.

### Edat mitjana

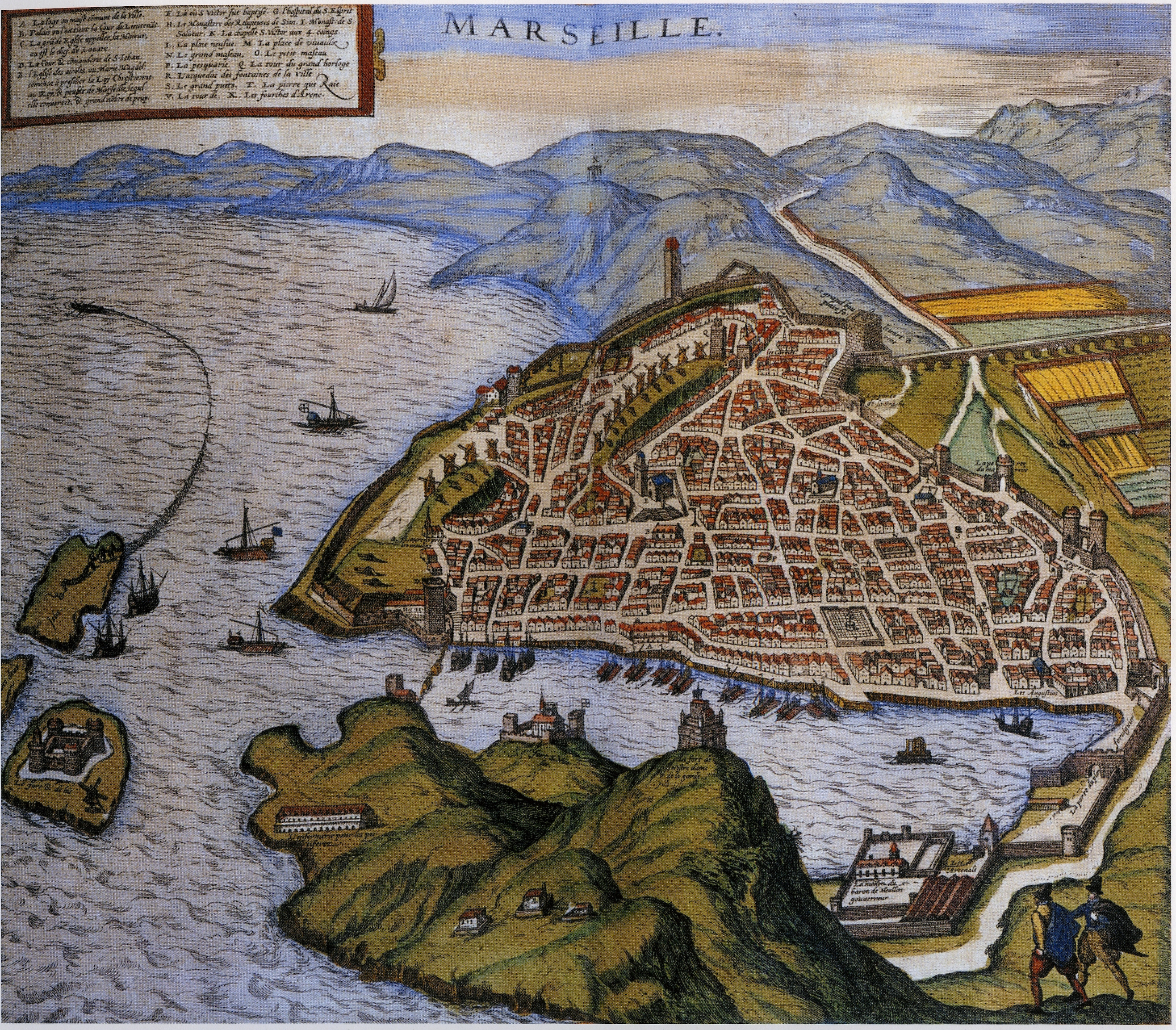
Marsella el 1575.

Després de la descomposició de l'Imperi Romà a Europa Occidental en el segle v, la ciutat va passar a ser governada pels visigots, que la van cedir als ostrogots després de la batalla de Vouillé el 507, per evitar que caigués en mans dels francs que, no obstant això, van acabar per ocupar-la.
A principis del segle viii, la destrucció del regne hispà-visigot pel Califat Omeia i la instauració del seu poder en la península Ibèrica, va iniciar un període de disputa pel control d'Europa Occidental amb l'Imperi Carolingi, que va afectar el desenvolupament de Marsella i les altres viles franques de la costa mediterrània, principalment en la primera meitat del segle ix, amb el fenomen de la fustigació de les rutes comercials per la pirateria. Marsella va ser atacada i saquejada dues vegades en aquell període per tropes musulmanes enviades des de l'Àndalus, el 838 i el 846. La decadència econòmica és manifesta durant tot el segle x i Marsella no va poder veure confirmats els seus privilegis municipals, però va ser recuperada una vegada integrada en les possessions dels comtes de Provença. El 1262, la ciutat es va rebel·lar sota el comte Hug dels Baus, germà de Barral dels Baus i Bonifaci VI de Castellana contra el comandament dels angevins però va ser sotmesa per Carles I d'Anjou. El 1347, la ciutat va ser un dels focus de penetració a Europa de la devastadora epidèmia de pesta negra, per la seva condició de port, que va causar prop de 50.000 morts, del seu total de 90.000 habitants. Encara sense recuperar-se del desastre demogràfic, la ciutat és atacada i saquejada durant 3 dies el 1423 per la flota d'Alfons el Magnànim, en resposta a les pretensions de Lluís III de Nàpols per recuperar el domini dels territoris del sud de Itàlia.(Vegeuː Saqueig de Marsella)

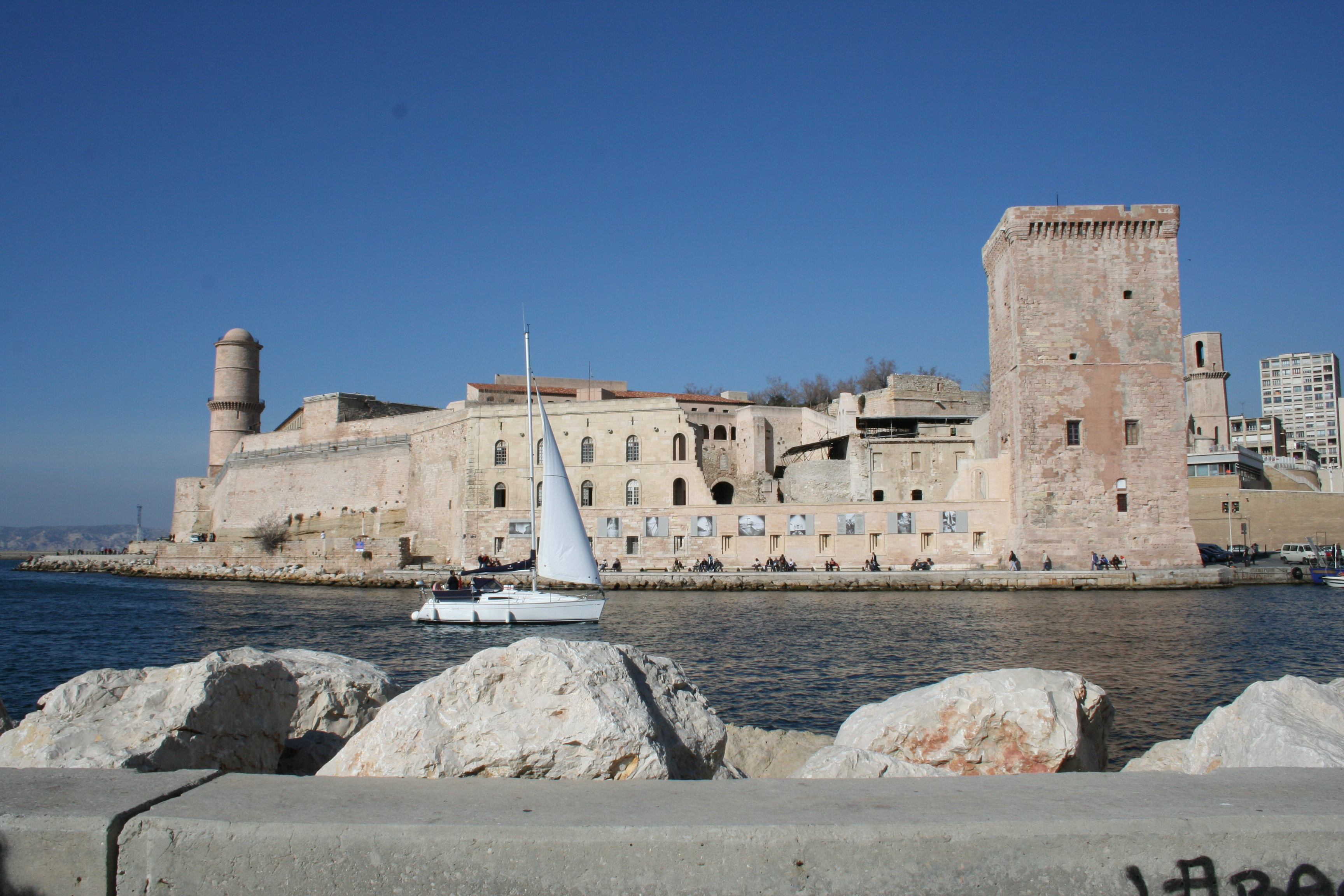
Torre de Renat I de Nàpols de mitjan, en el fortí de Saint Jean.

El 1437, Renat I de Nàpols, que va succeir al seu pare Lluís II de Nàpols com a rei de Sicília i duc d'Anjou, va arribar a Marsella i es va establir per ser un dels més enriquits assentaments fora de París. Marsella va ser després usada pel duc d'Anjou com a base marítima estratègica en la reconquesta del seu regne de Sicília. El rei Renat, que desitjava dotar l'entrada del port amb una sòlida defensa, va decidir construir sobre les ruïnes de l'antiga torre Maubert i establir un seguit de muralles que protegien el port. Jean Pardo, enginyer, va concebre els plans i Jehan Robert, constructor de Tarascon, va dur a terme el treball. La construcció de les noves defenses de la ciutat va tenir lloc entre el 1447 i el 1453. El comerç va florir a Marsella també en aquest període i el gremi va començar a establir una posició de poder dins dels comerciants de la ciutat. Renat també va fundar la Corporació de Pescadors.
Marsella es va unir a la Provença el 1481 i l'any següent es va incorporar al Regne de França, però aviat va adquirir una reputació de ciutat díscola enfront del govern central.

### Renaixement
Uns 30 anys després de la seva incorporació, Francesc I va visitar Marsella, atret per la seva curiositat per veure un rinoceront que el rei Manuel I de Portugal va enviar al papa Lleó X, però que havia naufragat en l'illa d'If. Com a resultat d'aquesta visita, es va construir la fortalesa del castell d'If, la qual cosa no va bastar per impedir el setge per l'exèrcit del Sacre Imperi Romanogermànic uns anys més tard. Cap al final del segle xiv Marsella va sofrir un altre brot de la pesta, la qual cosa va contribuir perquè poc després es fundés un hospital anomenat Hôtel-Dieu.} Un segle més tard el rei Lluís XIV va haver d'anar a Marsella, al capdavant del seu exèrcit, amb la finalitat d'anul·lar l'aixecament local contra el governador. A conseqüència d'això, es van construir a la zona del port dos fortins, el de Sant Joan i el de Sant Nicolau i es va establir una gran flota.

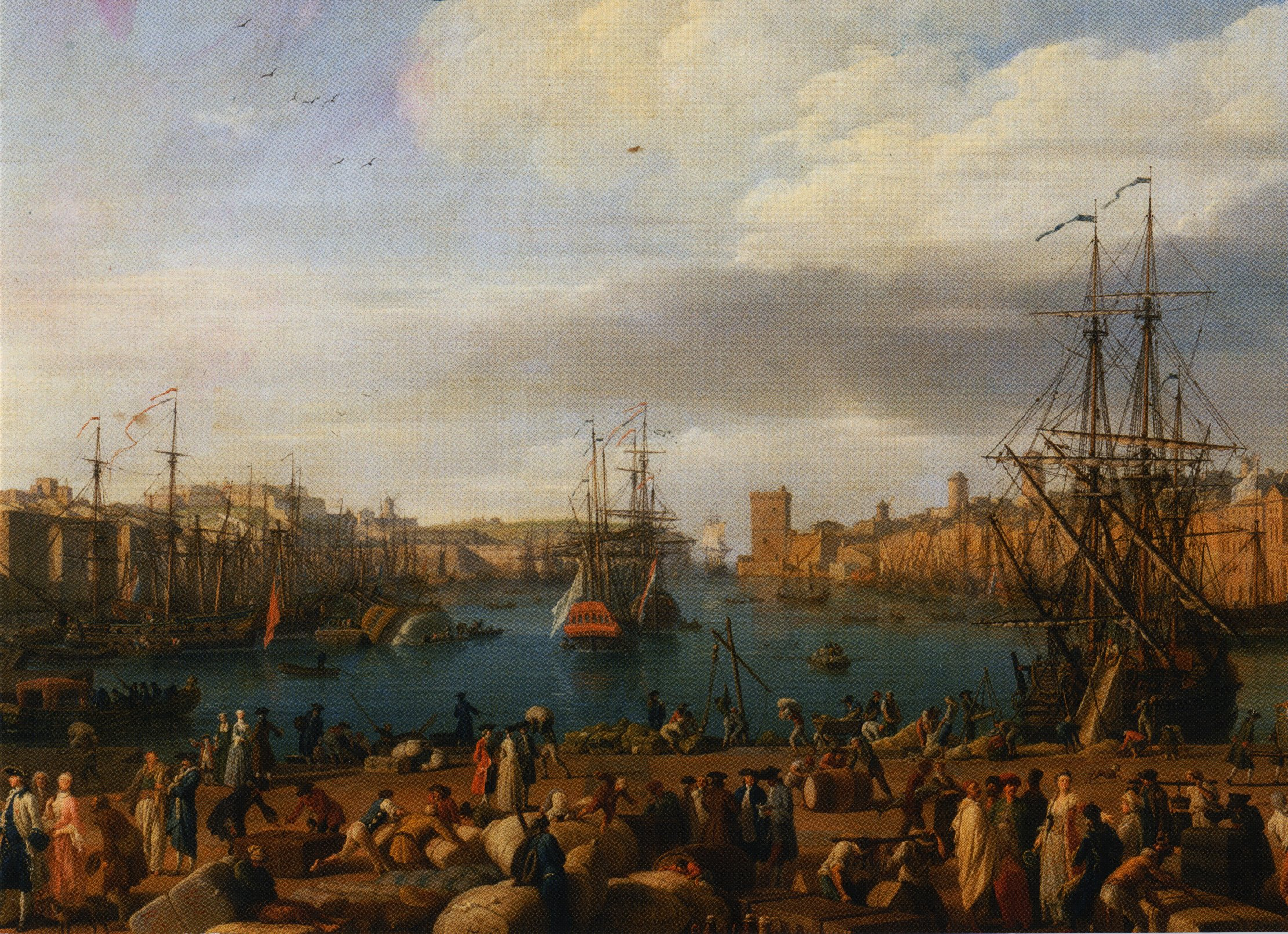
Interior del port de Marsella, de Joseph Vernet (1754).

### Seglesxviiiixix
En el transcurs del segle xviii, es van millorar les defenses del port i es va fer més important com a port militar en el Mediterrani. El 1720, la gran pesta de Marsella, una variant de la pesta negra, va provocar 100.000 morts a la ciutat i les províncies limítrofs. Jean-Baptiste Grosson, notari reial, va escriure del 1770 al 1791 l'almanac històric de Marsella, Recueil des antiquités et des monuments marseillais qui peuvent intéresser l'histoire et les arts, ("Col·lecció d'antiguitats i monuments de Marsella que poden interessar a la història i les arts"), que durant molt temps va ser el principal recurs en la història dels monuments de la ciutat.
La població local va abraçar amb entusiasme la Revolució francesa i 500 voluntaris van marxar a París el 1792 per defensar el govern revolucionari. En la seva marxa de Marsella a París cantaven una cançó, que va passar a ser coneguda com La Marsellesa, avui dia convertida en l'himne nacional de França.
Amb tot, la implicació de Marsella en el moviment federalista fa que els primers mesos de l'any 1794 la Convenció Nacional passi a denominar-la, com a represàlia, la "Ciutat sense nom".
Durant el segle xix les instal·lacions portuàries es van ampliar i es van instal·lar moltes fàbriques, la ciutat va ser lloc d'innovacions industrials i de creixement en la indústria manufacturera. L'augment territorial durant l'Imperi Francès per les conquestes efectuades des del 1830 endavant (sobretot a Algèria) van estimular el comerç marítim i van augmentar la prosperitat de la ciutat. Les oportunitats marítimes també van augmentar amb l'obertura dels canals de Caront (1863) i Rove (1911), que comuniquen el port marsellès amb l'Estany de Berre i el delta del riu Roine. Especialment significativa per al comerç marítim va ser l'obertura del Canal de Suez el 1869. Aquest període en la història de Marsella es reflecteix en molts dels seus monuments, com l'obelisc napoleònic de Mazargues i l'arc de triomf al final del carrer d'Aix.

### Segle XX
Durant la primera meitat del segle xx, Marsella va celebrar el seu estatus de comerç i port de l'imperi a través de la seva condició colonial del 1906 al 1922, amb la monumental escala de l'estació de ferrocarril, que glorifica les conquestes colonials franceses. El 1934, Alexandre I de Iugoslàvia va arribar al port per reunir-se amb el ministre d'Afers exteriors francès Louis Barthou, però va ser assassinat allí per Vlada Georgieff.

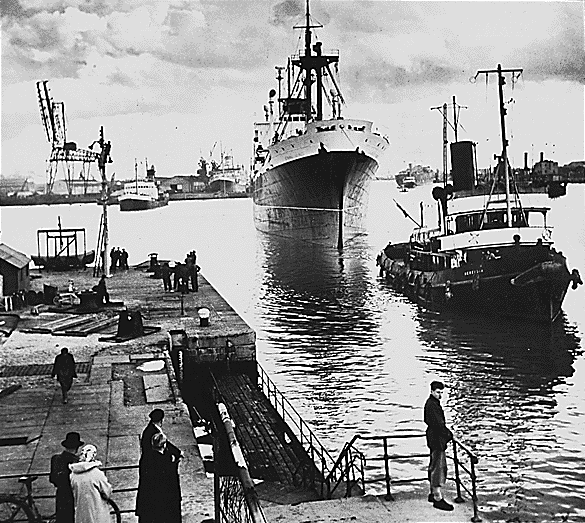
Port marsellès després de la Segona Guerra Mundial.

Durant la Segona Guerra Mundial, va ser ocupada per la Wehrmacht entre novembre del 1942 i agost del 1944 i va sofrir greus destrosses. Una gran part del nucli antic de la ciutat va ser dinamitat en un projecte massiu de neteja, amb la finalitat de reduir les possibilitats d'ocultar membres de la resistència que operaven als edificis antics de gran densitat de població. Els governs de l'Alemanya Oriental, l'Alemanya Occidental i Itàlia van pagar massives reparacions, més els interessos composts, per compensar als civils morts, ferits o els qui van quedar sense llar o en la indigència a conseqüència de la guerra i per a la reconstrucció de la ciutat.
Marsella va ser una important ciutat d'acollida per a l'exili català. Destaca l'activitat del Cercle Català de Marsella. L'any 1967 van tenir lloc a Marsella els Jocs Florals de la Llengua Catalana.
A partir de la dècada del 1950, la ciutat va servir com a port d'entrada a França per més d'un milió d'immigrants. El 1962, després de la independència de Algèria, va haver-hi una gran afluència que va incloure uns 150.000 pied-noirs. Molts dels immigrants han romàs i han donat a la ciutat un vibrant barri africà amb un gran mercat.

### Segle XXI
L'any 1995 s'activa el projecte Euromediterranée que persegueix la rehabilitació del port i altres sectors del nucli històric de la ciutat fortament degradats. En el marc d'aquest projecte, l'any 2013, amb motiu de la capitalitat europea de la cultura, s'inauguren diversos equipaments culturals al sector del port (destacant el MUCEM) amb els quals es persegueix un impuls renovador semblant al que va tenir el Museu Guggenheim per a Bilbao. L'any 2016 es dissenya un pla per a la reforma del polígon de La Castellane, possiblement la zona perifèrica més deprimida de Marsella.

## Administració

### Ajuntament
Marsella està dividida en 16 arrondissements (districtes) i aquests se subdivideixen en barris (111 en total). Els districtes es troben reagrupats per dos en sectors, i cada sector té un consell i un batlle, com a París i a Lió.
Les eleccions municipals es desenvolupen per sectors. Cada sector elegeix consellers (303 en total), un terç dels quals són consellers municipals.
Nombre de consellers elegits per sector:

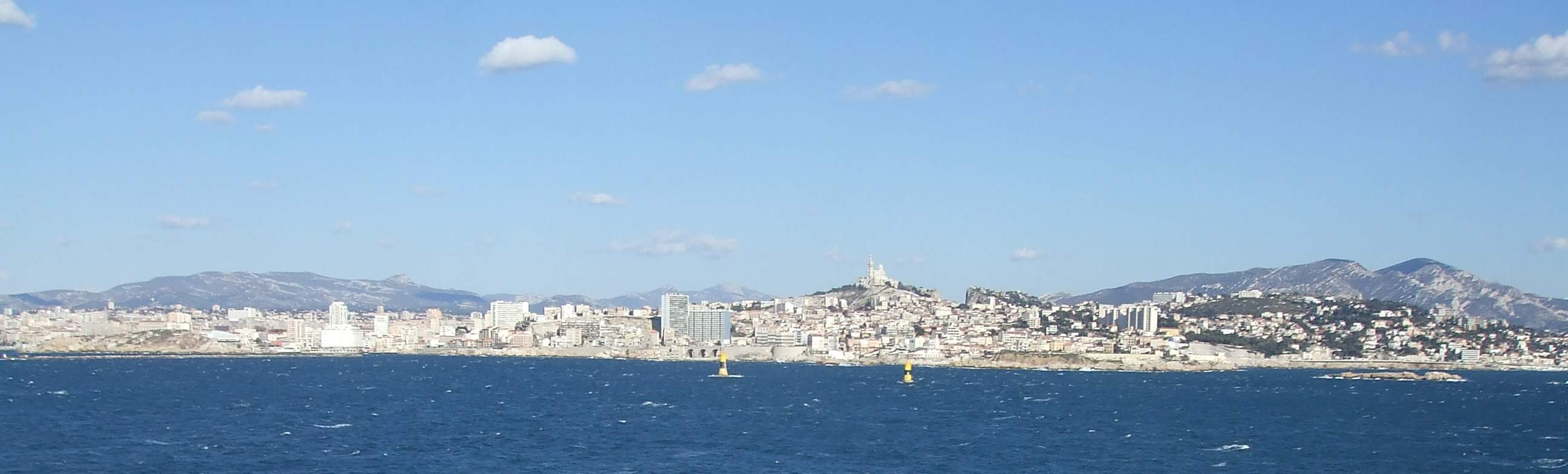
Vista panoràmica de Marsella des del mar.

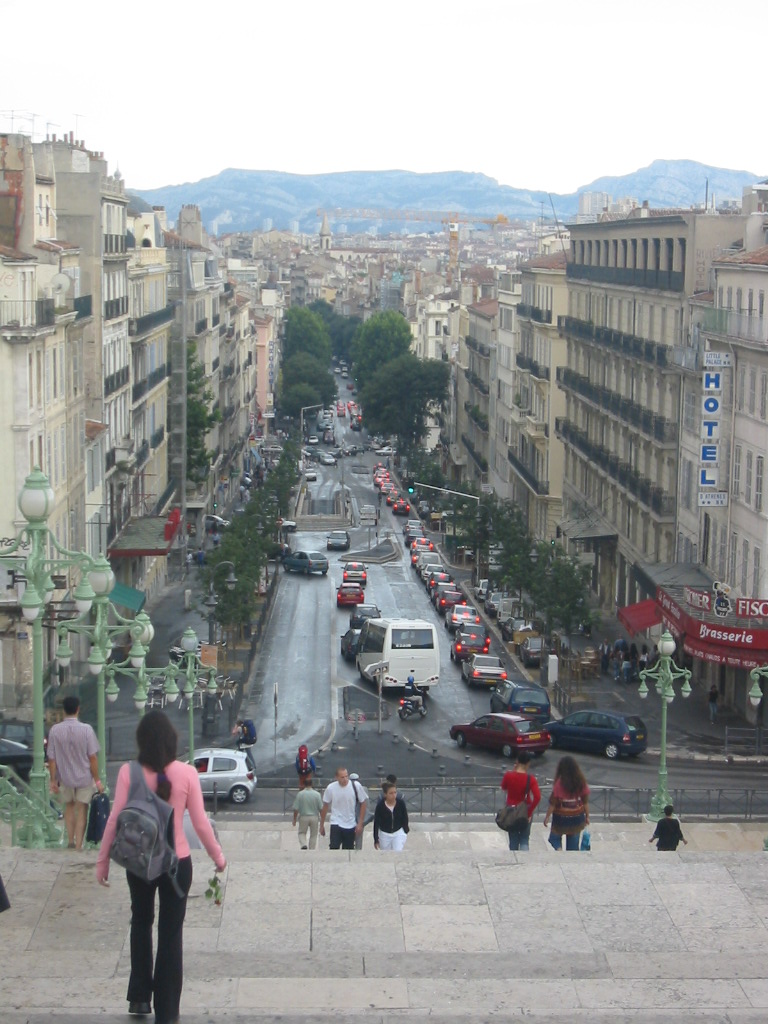
La gran escala, Marsella.

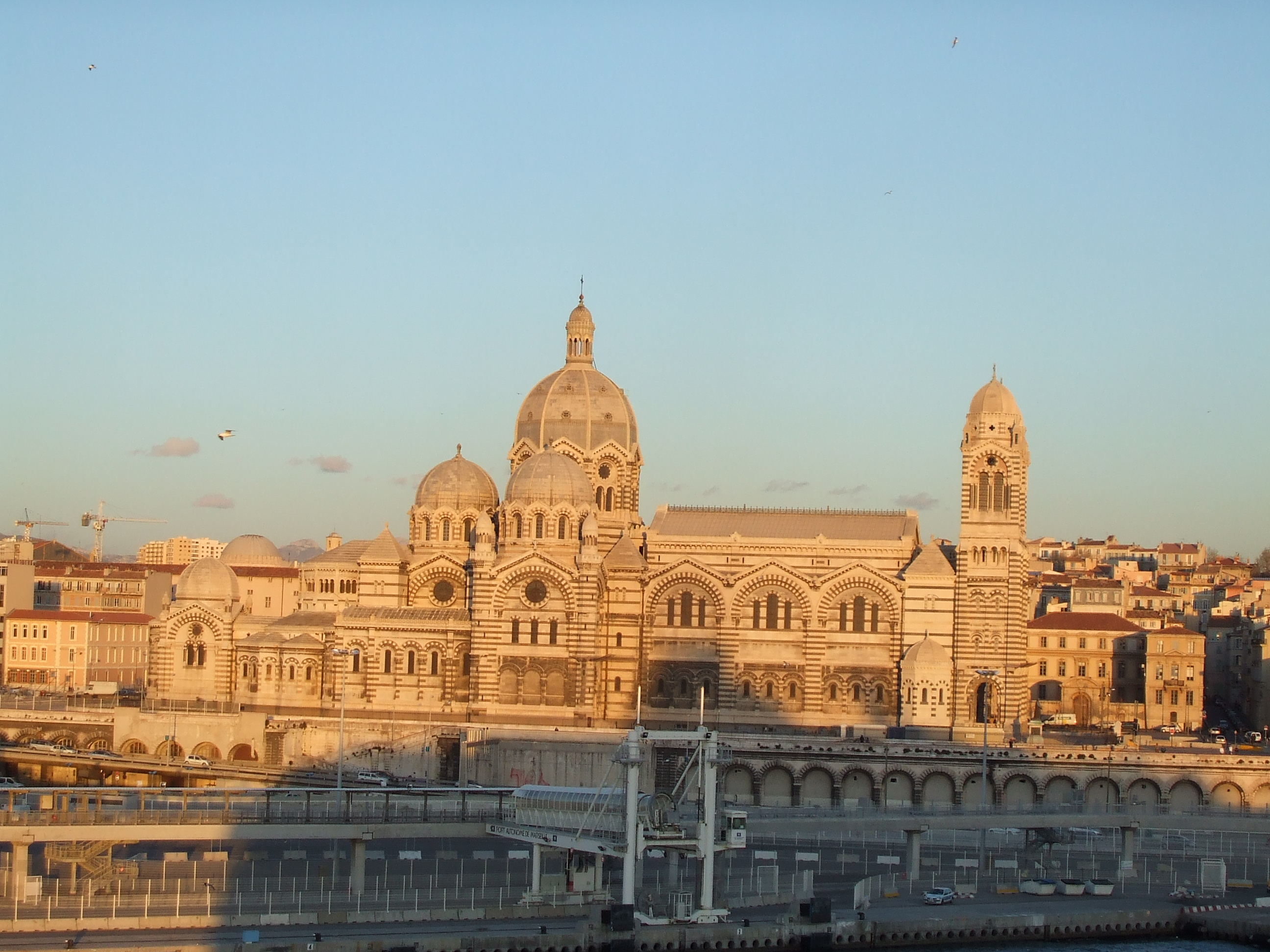
Catedral de Santa Maria la Major, Marsella.

| Sector                     | 1  | 2  | 3  | 4  | 5  | 6  | 7  | 8  | Total |
| -------------------------- | -- | -- | -- | -- | -- | -- | -- | -- | ----- |
| Consellers per sector      | 22 | 16 | 22 | 30 | 30 | 26 | 32 | 24 | 202   |
| Consellers municipals      | 11 | 8  | 11 | 15 | 15 | 13 | 16 | 12 | 101   |
| Nombre total de consellers | 33 | 24 | 33 | 45 | 45 | 39 | 38 | 36 | 303   |

| Període   | Identitat          | Partit |                                                                                    |
| --------- | ------------------ | ------ | ---------------------------------------------------------------------------------- |
| 1953-1986 | Gaston Defferre    | PS     | Ja va ser batlle del 1944 fins al 1946, reelegit el 1959, 1965, 1971, 1977 i 1983. |
| 1986-1995 | Robert Vigouroux   | PS     | Reelegit el 1989.                                                                  |
| 1995-2020 | Jean-Claude Gaudin | UMP/LR | Reelegit el 2001, 2008 i 2014.                                                     |
| 2020-     | Michèle Rubirola   | EELV   | Primera alcaldessa de la ciutat.                                                   |

### Consell departamental
Al Consell departamental de les Boques del Roine, Marsella representa 24 dels 58 escons.

## Llocs d'interès

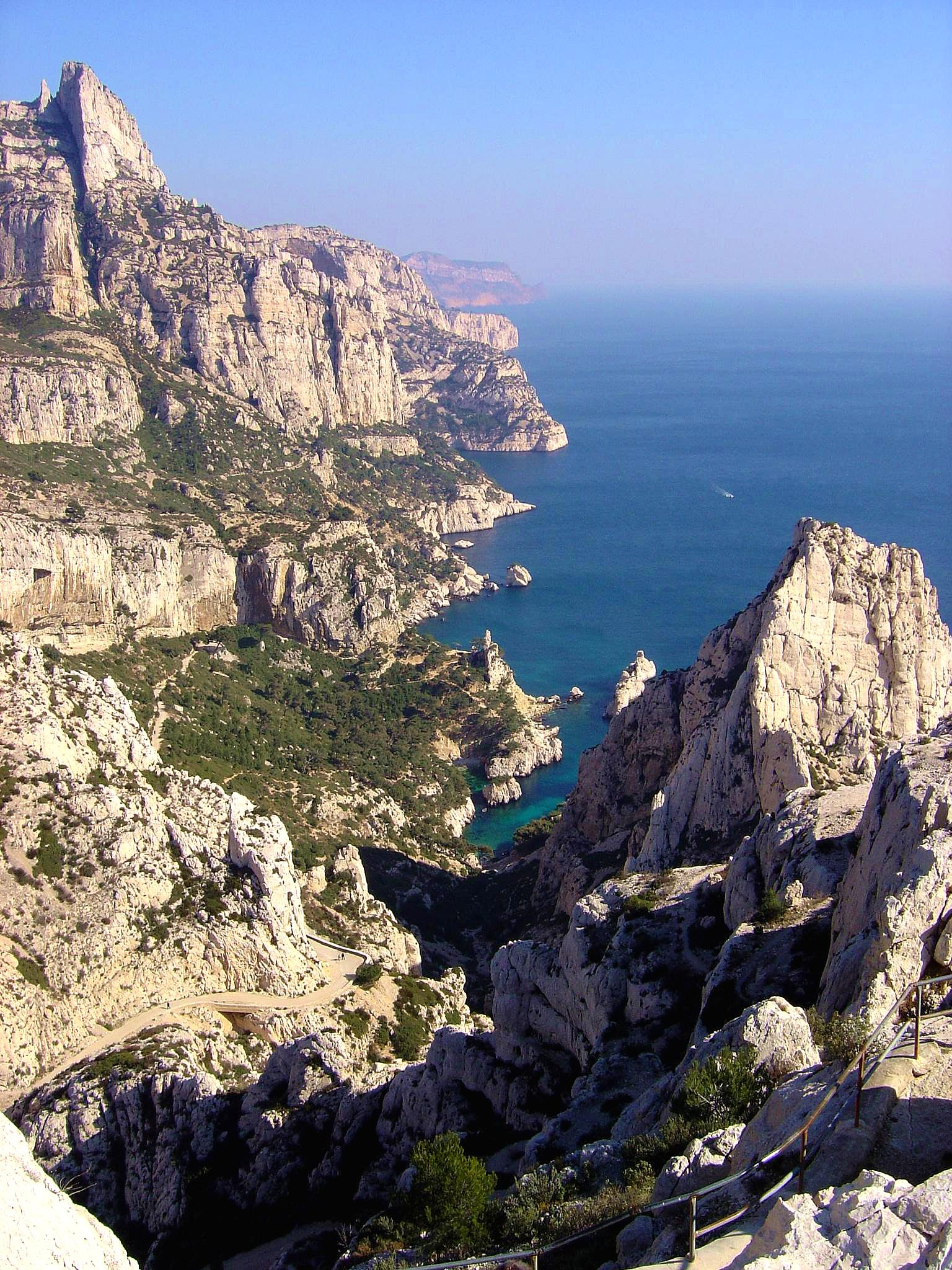
Les Calanques.

- La basílica de Notre-Dame de la Garde, d'estil romànico-bizantí (segle xix) situada dalt d'un turó des d'on es pot gaudir d'una excel·lent vista panoràmica de la ciutat.
- L'abadia de Sant Victor, històricament vinculada a diversos monestirs catalans. Important col·lecció de sarcòfags paleocristians a les seves criptes i tomba romànica de l'abat Isarn.[27]
- El barri històric dels artesans del Panier.
- La Vielle Charité, construïda en el segle xvii per a confinar-hi pobres i captaires. Obra de l'arquitecte i escultor marsellès Pierre Puget.
- El Port Vell, amb l'ajuntament i els blocs amb porxos construïts després de la segona guerra mundial per substituir els que van ser dinamitats pels alemanys.
- La catedral de Santa Maria la Major, d'estil romànico-bizantí (segle xix).
- La font monumental de Palais Longchamp, construïda al segle xix per celebrar una important millora en el proveïment d'aigua a la ciutat.
- La gran escala, accés monumental a l'estació de ferrocarril de Sant Carles.
- La Unitat d'Habitació de Le Corbusier, que figura inscrita a la llista de Patrimoni Mundial de la Unesco.
- Escultures públiques de l'escultor marsellès César Baldacciniː el Polze, a l'entorn del Museu d'Art Contemporani, i Hèlix (Memorial dels repatriats d'Algèria).
- Estadi Velòdrom, de l'Olympique de Marseille, renovat amb motiu del Campionat d'Europa de Futbol 2016.
- Les calanques de Marsella (o Cales de Cassis).
- L'illa i el castell d'If.
- El passeig de la Corniche.
- El barri de l'Estaca (un paisatge pintat assíduament per Cézanne) i el de Château Gombert.
- Les Catalans és un barri de Marsella, a tocar del mar. El topònim neix al segle xviii, quan hi va arribar un grup de pescadors catalans que es va instal·lar en una infermeria desafectada. El barri va créixer però el nom hi va quedar. A la novel·la El comte de Montecristo, d'Alexandre Dumas, Mercedes, la promesa d'Edmond Dantès, viu en aquest barri marsellès. El segon club de futbol de Marsella és la Union Sportive Marseille Endoume Catalans i és originari d'aquest barri.[28][29]
- Museu Cantini, dedicat a l'art modern i contemporani.
- El Museu d'Història de Marsella, completament renovat l'any 2013, amb una important col·lecció arqueològica.
- Nous equipaments i museus al sector del portː Villa Mediterranée, Regards de Provence i sobretot el Museu de les Civilitzacions d'Europa i de la Mediterrània. (MUCEM) que té rang de museu nacional francès i es troba en un edifici inaugurat l'any 2013 (anomenat J4) que connecta amb l'antic fort de Sant Joan, ara rehabilitat. Des d'aquest fortí i el que té davant, dit de Sant Nicolau, es controlava històricament l'accés al port.

## Educació
- EPITECH
- Institut polytechnique des sciences avancées, IPSA
- Kedge Business School

## Personatges cèlebres

### Nascuts a Marsella
- Antonin Artaud (1896-1948), poeta i actor
- Maurice Béjart (1927-2007), ballarí i coreògraf
- Roberto Benzi (1937), director d'orquestra
- Jean Bouin (1888-1914), atleta
- Pierrette Bruno (1930), actriu
- Alexandre Bussy (1794-1882), politècnic
- César Baldaccini (1921-1998), escultor
- Emile Cartailhac (1845-1921), arqueòleg
- La Chunga (1938), bailaora
- Honoré Daumier (1808-1879), artista plàstic
- Dominique Della-Maria (1768-1800), compositor d'òperes
- Albert Dubout (1905-1976), caricaturista.
- Claudi Esteva i Fabregat (1918), antropòleg
- Fernandel (1903-1971), actor
- Roger Garaudy (1913-2012), escriptor
- Jean-Claude Izzo (1945-2000), escriptor
- Gérard Lauzier (1932 - 2008), autor de còmics, guionista de teatre i cinema
- Alexandre Louet (1753-1817), compositor musical
- Henry de Lumley (1934), arqueòleg
- Paul Mauriat (1925-2006), músic
- Darius Milhaud (1892-1974), músic, membre de Les Six
- Monticelli (1824-1886), pintor
- August François Morel (1809-1881), compositor
- Pierre Puget (1620-1694), arquitecte i escultor
- Joseph Pujol "Le Pétomane" (1857-1945), artista de varietats
- Jean Pierre Rampal (1922-2000), músic
- Ernest Reyer (1823-1909), compositor d'òperes
- Edmond Rostand (1868-1918), dramaturg
- Jean-Jacques Schuhl (1941), escriptor, premi Goncourt de l'any 2000
- Adolphe Thiers (1797-1877), polític
- Ernest Vessiot (1865-1952), matemàtic
- Zinédine Zidane (1972), capità de la selecció francesa de futbol

### Morts a Marsella
- Arthur Rimbaud el 10 de novembre de 1891, poeta
- Alexandre I de Iugoslàvia
- Antoine de Saint-Éxupéry, desaparegut en vol a prop de l'illa del Frioul, el 31 de juliol del 1944
- Tommaso Gasparo Fortunato Barsotti (1868), músic i mestre de capella italià molt arrelat a Marsella